# Прозоровская, Анна Михайловна
Княгиня А́нна Миха́йловна Прозоро́вская (урождённая княжна Волконская; 28 июня (9 июля) 1749 — 27 сентября (9 октября) 1824 — фрейлина двора, супруга генерал-фельдмаршала Александра Прозоровского, статс-дама и кавалерственная дама. В 1809 году получила орден Святой Екатерины 1-й степени.

## Биография
Дочь генерал-аншефа князя Михаила Никитича Волконского от брака с Елизаветой Алексеевной Макаровой. Точный год её рождения многочисленные источники называют по-разному. По сведениям великого князя Николая Михайловича она родилась в 1747 году. Однако, её отец в своем журнале за 1749 год писал:
… 28 июня после полуночи, в четвертом часу, родилась дочь моя княжна Анна... 6 июля крещена оная дочь моя. Воспреемник был дядя мой родной канцлер граф Алексей Петрович Бестужев-Рюмин, а воспреемница была генерала аншефа Степана Федоровича Апраксина супруга Аграфена Леонтьевна.
В 1765 году была пожалована во фрейлины. В сентябре 1775 года по своему желанию была помолвлена с вдовцом князем Петром Михайловичем Голицыным. Их обручение состоялось при дворе в присутствии императрицы. Однако, в ноябре 1775 года князь Голицын погиб на дуэли. В 1780 году по настоянию отца своего вышла замуж за князя Александра Александровича Прозоровского (1733—1809). Будучи ближайшей особой ко двору, княгиня Прозоровская была удостоена всех высших наград.
В день коронации Александра I, 15 сентября 1801 года, была пожалована в статс-дамы и в кавалерственные дамы. 18 апреля 1809 года она получила орден св. Екатерины (большого креста). В 1815 году княгиня сопровождала императрицу Елизавету Алексеевну в путешествии за границу, за что получила, по возвращении в Санкт-Петербург, в знак признательности, небольшой портрет Государыни в медальоне, украшенном бриллиантами, который всегда носила на груди, на цепочке.
По словам императрицы Елизаветы Алексеевны, «княгиня Прозоровская была одним из тех существ, которое было обреченно на несчастье». С мужем своим она не была счастлива. После смерти старшей дочери в 14 лет, всю свою любовь она отдала младшей — Анне. Но последняя не отличалась нежным чувством к матери и в их отношениях не было искренности. Н. М. Карамзин признавался, что смотрел с умилением на княгиню Прозоровскую, за её постоянную любовь ко Двору, ни мало не охлаждавшую преклонными летами. «Это редко, а потому драгоценно в моих глазах», — писал историк. Опасаясь опоздать к императрице, Прозоровская имела привычку беспрестанно смотреть на часы, и при дворе часто ссорилась с Е. И. Нелидовой.
Последние годы она жила в богатом доме своего любимого зятя князя Фёдора Голицына на Французской наб., 10 и была «неизменно добра и добродушна». Скончалась в сентябре 1824 года в Царском Селе, похоронена на Кузьминском кладбище.

## Семья

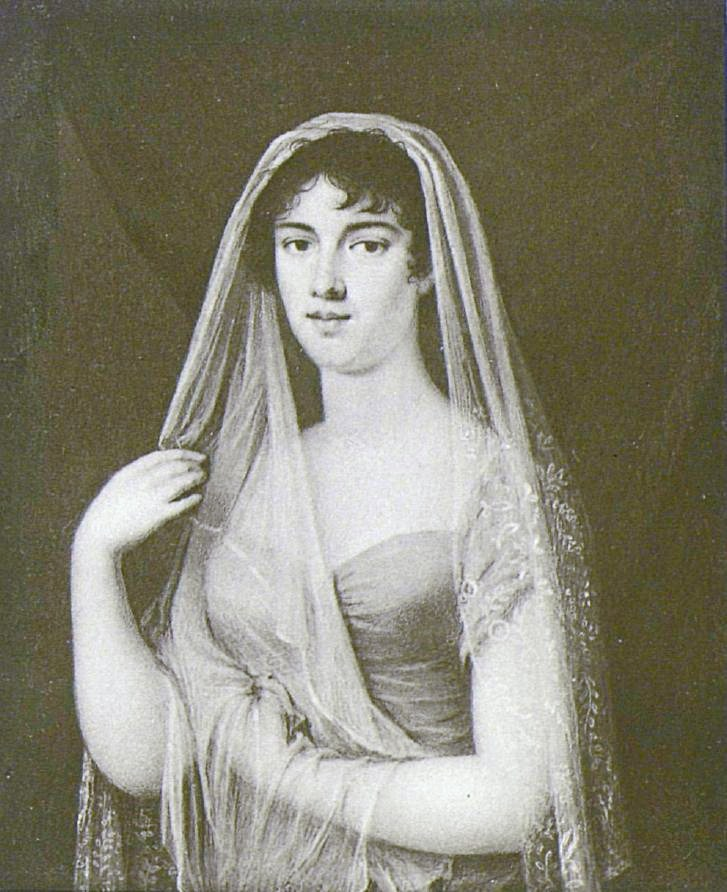
Анна Голицына, дочь

В браке супруги Прозоровские имели двух дочерей:
- Елизавета (Елена) (22.06.1781—20.06.1795), похоронена в Спасо-Андрониковом монастыре[8]. Её ранняя смерть так подействовала на её мать, что она упала в обморок, и все старания привести её в чувство были безуспешны. Доктора сочли её мертвою; её положили на стол, и уже двор и весь город спешили на панихиду, когда её горничной и жившему в её доме французу доктору пришло в голову, что княгиня не умерла, а находится в летаргическом сне, что и оказалось на самом деле. Княгиня ожила, поправилась и скончалась в преклонных летах. Император Александр II рассказывал после её внучке, княгине Ю. Ф. Куракиной, что в детстве всегда пугался княгини А. Прозоровской, которую видел при дворе своей бабушки, так как ему сказали, что она раз была уже мёртвой.
- Анна (28.12.1782—12.12.1863), фрейлина, с 1809 года замужем за князем Ф. С. Голицыным, их сыну, Александру, было высочайше позволено именоваться князем Голицыным-Прозоровским.